# Décès en janvier 1932
Décès
- 1928
- 1929
- 1930
- 1931
- 1932
- 1933
- 1934
- 1935
- 1936

Pour une information complémentaire, voir la page d'aide.

| Date | Nom | Pays | Activités | Âge | Source |
| ---- | --- | ---- | --------- | --- | ------ |